# Alexis Philès
Alexis Philès (en grec : Ἀλέξιος Φιλῆς) est un noble et un général byzantin du XIIIe siècle.

## Biographie
Alexis est le fils de Théodore Philès, le gouverneur de Thessalonique et le premier membre d'importance de la famille Philès. Alexis se marie avec Marie Paléologue Cantacuzène, la seconde fille de Jean Cantacuzène et d'Irène Eulogie, la sœur de Michel VIII Paléologue,. En 1261, l'empereur nomme Alexis comme grand domestique (c'est-à-dire commandant en chef de l'armée) en remplacement d'Alexis Strategopoulos nommé césar après qu'il a repris Constantinople en juillet,.
En 1262-1263, Philès est envoyé avec le parakimomène Jean Makrénos en Morée dans une expédition par Constantin Paléologue contre la principauté d'Achaïe. Les forces byzantines sont vaincues lors de la bataille de Prinitza et Constantin décide de repartir à Constantinople laissant le commandement à Philès et Makrénos. Ces deux derniers sont vaincus et faits prisonniers par les Achéens lors de la bataille de Makryplági. Philès meurt en captivité peu après,.